# Zhijinghe-Brücke

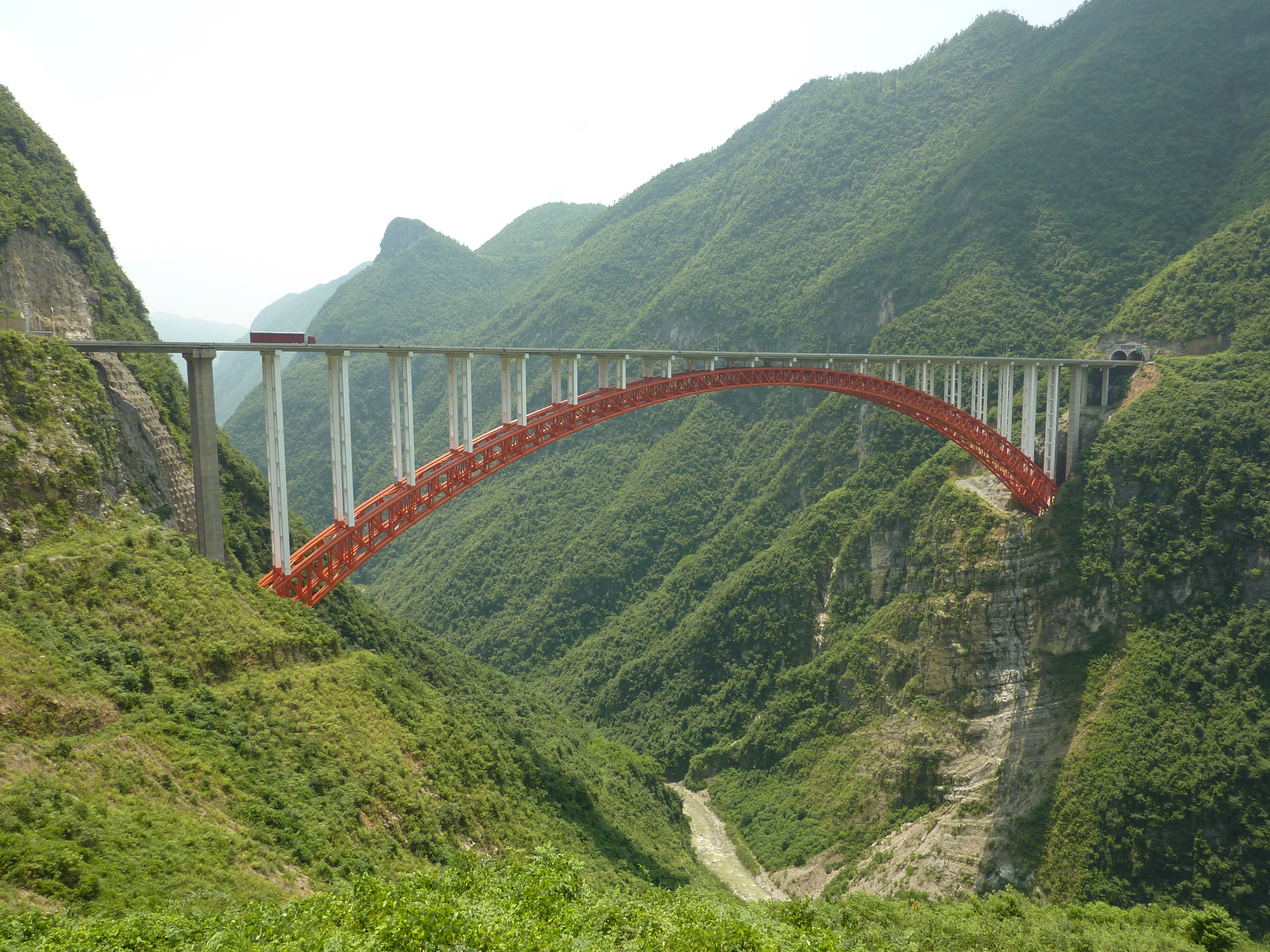
Zhijinghe-Brücke

Die Zhijinghe-Brücke ist eine 294 Meter hohe Bogenbrücke mit 430 Metern Spannweite, die das Tal des Flusses Zhijinghe in der Provinz Hubei in China überquert.
Die Brücke ist 80 Kilometer südlich der Tigersprung-Schlucht des Jangtsekiang gelegen und die höchste Bogenbrücke der Welt, ein Titel, den bis 2001 die New River Gorge Bridge in den USA hielt. Sie wurde 2009 fertiggestellt und verkürzt die Autobahn Shanghai–Chongqing. Auf der gleichen Autobahn G50 steht auch die Siduhe-Brücke, bis 2016 die höchste Brücke überhaupt. Die Schlucht zwischen den Städten Enshi und Yichang wird mit der Konstruktion aus Beton und Stahl mit einer Fahrbahnlänge von 547 Metern überspannt. Der Bogen ist eine sogenannte CFST-Konstruktion (concrete filled steel tubes). Er besteht aus acht Stahlröhren von 1200 Millimeter Durchmesser und Wandstärken zwischen 24 und 35 Millimetern, die durch ein Gitternetzwerk verbunden sind und nach der Montage durch von unten eingepressten Beton verfüllt wurden. Auf beiden Brückenseiten schließen sich unmittelbar Tunnel an.

## Sie auch
- Liste der höchsten Brücken
- Liste der größten Bogenbrücken

Koordinaten: 30° 38′ 29″ N, 110° 11′ 37″ O